# Боршовиці (гміна Імельно)
Боршовиці (пол. Borszowice) — село в Польщі, у гміні Імельно Єнджейовського повіту Свентокшиського воєводства.
Населення — 232 особи (2011).
У 1975-1998 роках село належало до Келецького воєводства.

## Демографія
Демографічна структура на день 31 березня 2011 року:
|          | Загалом | Допрацездатний вік | Працездатний вік | Постпрацездатний вік |
| -------- | ------- | ------------------ | ---------------- | -------------------- |
| Чоловіки | 111     | 27                 | 72               | 12                   |
| Жінки    | 121     | 26                 | 51               | 44                   |
| Разом    | 232     | 53                 | 123              | 56                   |